# Oscar Talancón
Oscar Talancón Rodríguez (Monterrey, Nuevo León, México, 4 de febrero de 1993) es un futbolista profesional mexicano que juega en la demarcación de defensa. Actualmente está sin equipo.

## Trayectoria
Se forjó desde las fuerzas básicas del Monterrey jugando en el equipo sub-20, sin llegar a debutar en el primer equipo. Jugó algunos partidos con la Universidad de Monterrey.
Haría su debut en la Liga de Ascenso de México con el Lobos BUAP, en el Clausura 2012, en la jornada tres frente a Dorados de Sinaloa, terminando el encuentro empatado a dos goles. Permanecería en el club hasta el Apertura 2013, ya que fue transferido al Atlético San Luis

## Clubes
| Club              | País   | Año         | PJ | Goles |
| ----------------- | ------ | ----------- | -- | ----- |
| Monterrey Sub-20  | México | 2009-2011   | 52 | 2     |
| Lobos BUAP        | México | 2012-2013   | 18 | 0     |
| Atlético San Luis | México | 2013-2014   | 26 | 0     |
| Necaxa            | México | 2014        | 7  | 1     |
| Atlante           | México | 2015        | 6  | 0     |
| Monterrey "B"     | México | 2015 - 2017 |    |       |